# Andron

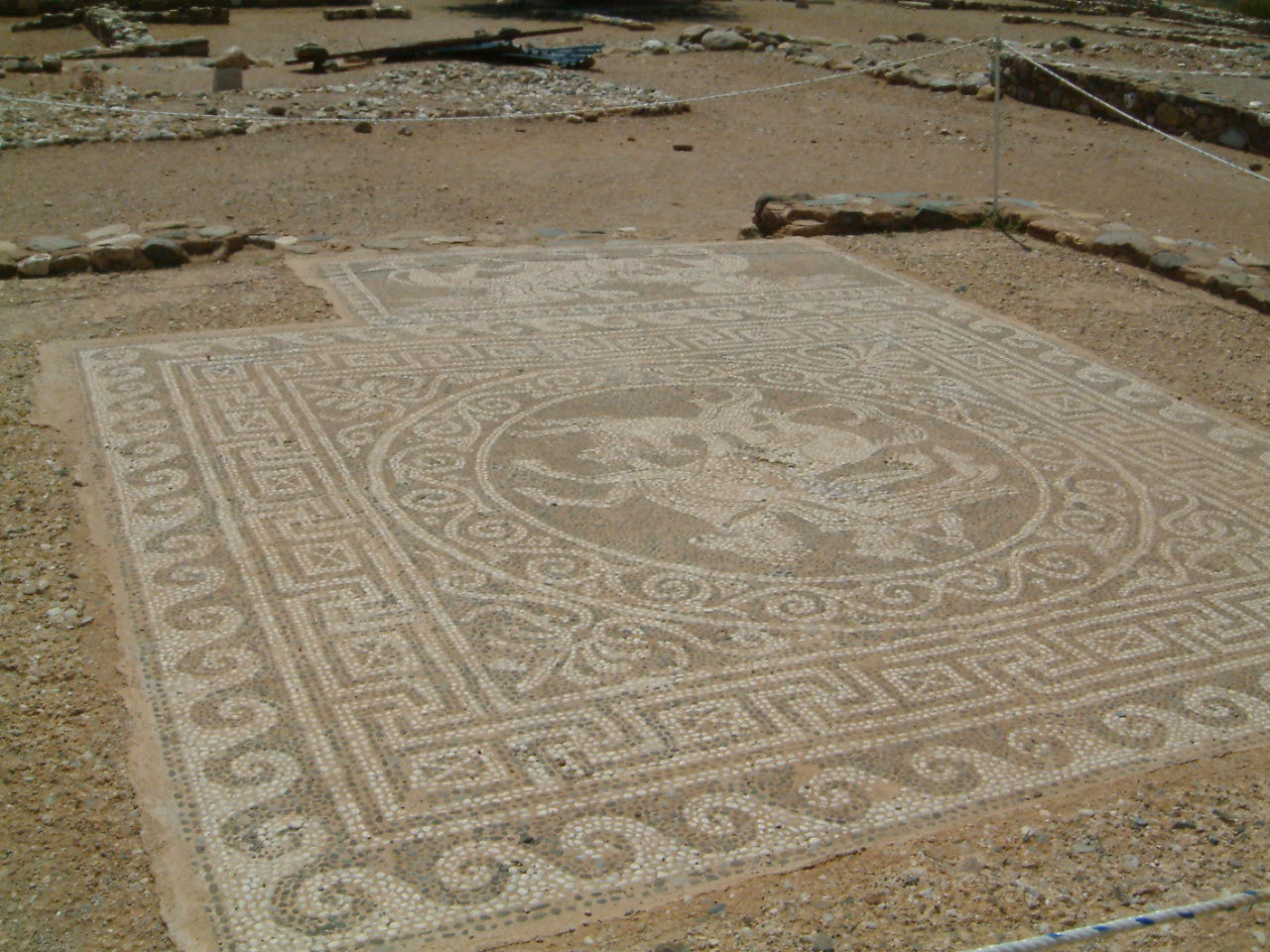
Podlahová mozaika andronu s Bellerofontem v Olynthu

Andron (řecky andronitis) byla místnost ve starověkém řeckém obytném domě určená mužům, kde byli vítáni hosté, odehrávala se tu sympózia a hostiny. Jeho výzdoba byla nejbohatší v celém domě.
Dovnitř se často vcházelo přes malou předsíň. Většinou měl čtvercový půdorys (jeho obvyklé rozměry byly 4,75 x 4,75 m, ale mohl být i větší či menší) a byl umístěn v rohových partiích domu, přiléhajíce k venkovní zdi. Díky tomu zde mohla být na vyvýšeném stupínku podél stěn rozmístěna hodovací lehátka (řecky klínai). Podlaha byla vycementovaná, výjimečně i zdobená mozaikami. Zmiňovaný vyvýšený stupínek a vycementovaná podlaha jsou typickými znaky této místnosti. Nejlépe zachované příklady andronu lze vidět například v ruinách řeckého města Olynthos.
Vývoj andronu lze sledovat již od 8. století př. n. l. V této době totiž z východu přichází zvyk hodování na lůžcích s číší vína, jenž v Řecku brzy zdomácněl. Při takových hostinách bylo často provozováno slovesné umění, a tím začal i rozvoj řecké lyriky. Běžný řecký obytný dům byl místem, kam se jeho pán vracel po splnění svých povinností ve městě, aby se mohl najíst a vyspat. Během dne byl dům ponechán v rukou jeho manželky – hospodářky.
Opakem andronu je ženská část domu, gyneceum (gynaikonitis).